# 哈默海德島
哈默海德島（Hammerhead Island）是美國的島嶼，位於太平洋海域，屬於塞米奇群島的一部分，由阿拉斯加州負責管轄，長0.24公里，最高點海拔高度240米，島上無人居住。
52°43′29″N 174°02′39″E / 52.7247222°N 174.0441667°E